# ستيفن غرينبيرغ
ستيفن غرينبيرغ (بالإنجليزية: Steven Greenberg)‏ هو عالم عقيدة وحاخام وكاتب ومؤلف أمريكي، ولد في 19 يونيو 1956.

## وصلات خارجية
- ستيفن غرينبيرغ على موقع IMDb (الإنجليزية)